# 히어 컴스 더 네이비
《히어 컴스 더 네이비》(Here Comes The Navy)는 미국에서 제작된 로이드 베이콘 감독의 1934년 영화이다. 제임스 카그니 등이 주연으로 출연하였다.
이 영화는 아카데미 작품상 후보메 지명되었다.

## 출연

### 주연
- 제임스 카그니
- 팻 오브라이언

### 조연
- 글로리아 스튜어트
- 프랭크 맥휴
- 도로시 트리
- 로버트 바랫
- 윌라드 로버트슨
- 귄 빅 보이 윌리엄스
- 하워드 C. 힉먼
- 모디 에번
- 조지 어빙

## 기타
- 의상: 오리 켈리